# Lucas Matzerath
Lucas Matzerath (* 3. Mai 2000 in Weinheim) ist ein deutscher Schwimmer. Er gewann die Bronzemedaille im Brustschwimmen über 50 Meter bei den Europameisterschaften 2022.

## Karriere
Matzerath nahm an den Europäischen Jugendschwimmmeisterschaften 2018 in Helsinki teil, wo er zwei Medaillen bei Staffelwettbewerben gewann (Silber mit der 4 × 100-m-Lagenstaffel und Bronze mit der gemischten 4 × 100-m-Lagenstaffel).
Bei der deutschen Olympiaqualifikation im Jahr 2021 unterbot er mit 59,63 s die Normzeit über 100 Meter Brust, wodurch er sich für die Olympischen Spiele in Tokio qualifizierte. Dort wurde Matzerath mit einer Zeit von 59,31 s Neunter. Mit der deutschen 4-mal-100-Meter-Lagenstaffel erreichte er zusammen mit Marek Ulrich, Marius Kusch und Damian Wierling den elften Platz.
Bei den Weltmeisterschaften 2022 nahm Matzerath in drei Wettbewerben am Finale teil: 50 Meter Brust (Platz 6), 100 Meter Brust (Platz 6) und 4-mal-100-Meter-Lagenstaffel (Platz 6).
Bei seinen zweiten Olympischen Spielen, 2024 in Paris, wurde Matzerath Fünfter im Finale im Brustschwimmen über 100 Meter.